# УТ-1 (літак)

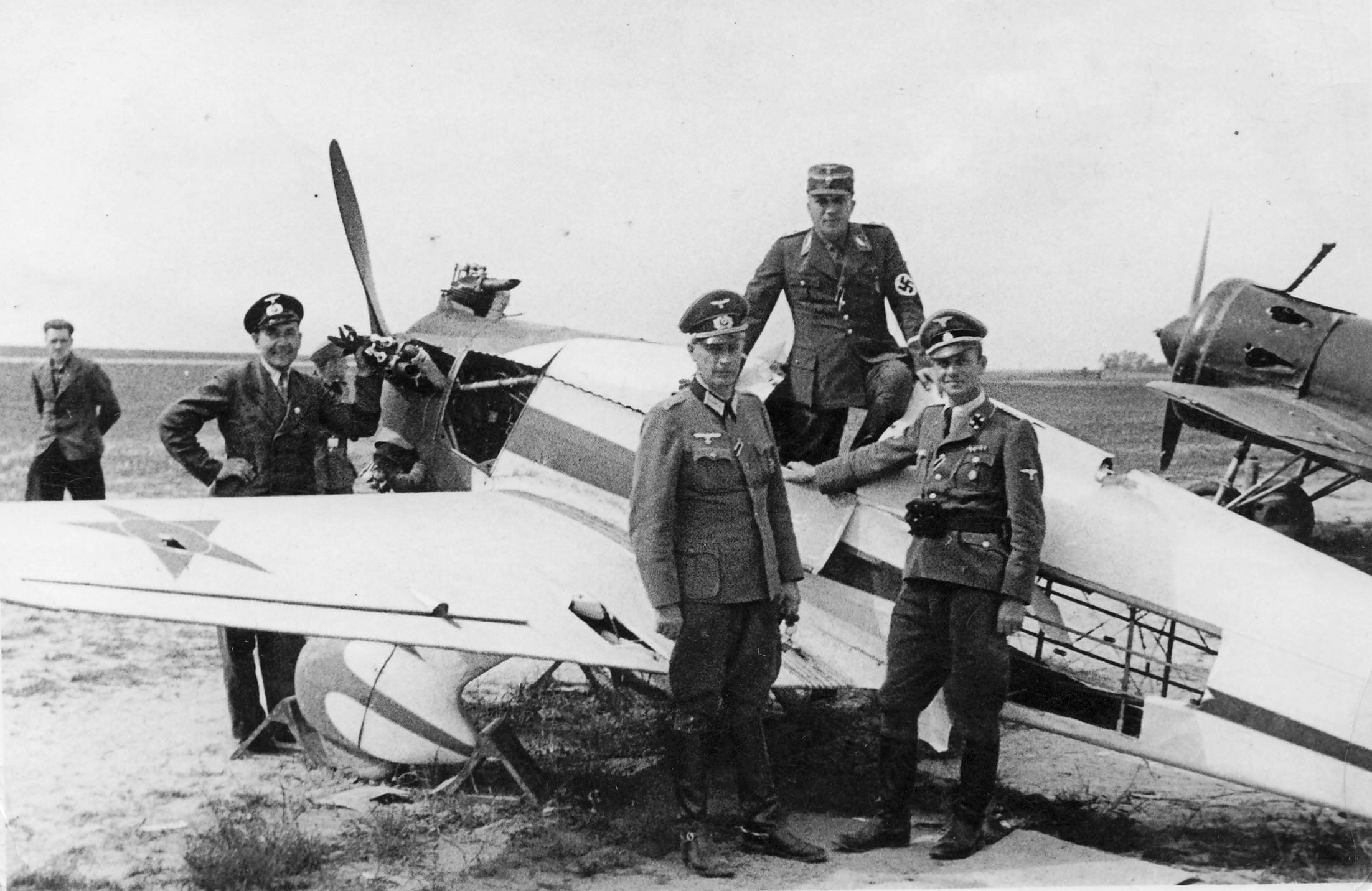
Німці біля УТ-1, 1941 рік.

УТ-1 (рос. Учебно-Тренировочный-1) — радянський навчально-тренувальний літак, створений в ДКБ ім. Яковлєва. Використовувався для підготовки пілотів високої кваліфікації в мирний час. У роки війни близько 50 літаків були озброєні 1-2 кулеметами та підвісками для 2-4 невеликих бомб або реактивних снарядів РС-82. Цей штурмової варіант називався УТ-1б, застосовувався на півдні радянсько-німецького фронту.

## Історія створення
В 1930-і роки льотчики проходили навчання в аероклубах Тсоавіахіму на двомісних навчальних літаках По-2 та УТ-2. Для підвищення якості льотної підготовки та майстерності пілотів були потрібні більш швидкісні літаки, що призвело до появи навчально-тренувального літака УТ-1. При розробці літака перед конструкторами було поставлено завдання: домогтися максимально можливої швидкості при мінімальних масі, габаритах та потужності двигуна.

## Опис
УТ-1 був вільнонесним низькопланом, мав ретельно закапотоване шасі, що не прибирається. Державні випробування УТ-1 з двигуном М-11 потужністю 100 кінських сил, що проводилися 1936 року, показали хороші льотні дані. Восени 1936 року одразу на двох заводах розпочалося серійне виробництво літаків.
УТ-1 був близький за якістю пілотування до винищувача І-16 та вимагав від льотчиків ретельної підготовки, за що цю машину називали «аероклубним винищувачем». Літак спочатку створювався як перехідний до І-16 від двомісного навчального швидкісного УТ-2. До польотів на УТ-1 допускалися лише льотчики-інструктори та спортсмени високої кваліфікації.
Основною проблемою літака була нестійкість в деяких режимах польоту. Для її усунення 1939 року провели модернізацію: подовжили моторамою, вирівнявши тим самим центрування та змістивши центр тяжіння вперед, а також допрацювали гвинтомоторну групу, яка дозволила виконувати перевернутий політ. Після внесення цих змін пілотажні якості УТ-1 залишалися неперевершеними аж до 50-х років. Втім, зіркоподібна форма двигуна заважала розвивати швидкість, що примусило створити кілька модифікацій літака УТ-1.

## Використання
Літаки брали активну участь у повітряних парадах та змаганнях з вищого пілотажу, багато разів ставали переможцями у конкурсах. На УТ-1 було встановлено 6 світових рекордів швидкості, дальності та висоти польоту. Машини УТ-1 також використовувалися для підготовки льотчиків-винищувачів, що дозволяло також економити паливо та ресурси бойових літаків. Дня відпрацювання навичок стрільби в повітрі на УТ-1 встановлювалися синхронні кулемети ШКАС.
У роки Німецько-радянської війни УТ-1 використовувався як легкий штурмовик. На машинах в польових умовах встановлювалися два кулемети ШКАС, або під крилом, біля стійок шасі, або на крилі, а також попарно чотири снаряди PC. 23 травня 1942 року відбувся перший бойовий виліт УТ-1 під час оборони Севастополя (всього ж до 1 липня 1942 року було виконано 778 вильотів). У серпні та вересні літаки вели бої на Кавказі. У боях за Новоросійськ було виконано 517 бойових вильотів (з них 335 нічних). Дії УТ-1 дозволили сповільнити німецький наступ на Кавказ.
Всього випустили 1256 літаків, у тому числі 15 серійних машин 1938 року побудували на дослідному заводі ОКБ Яковлєва ГАЗ-115. Зі складу ВПС СРСР літак вивели в кінці 1940-х, замінивши на Як-11. До наших днів збереглися кілька екземплярів, якщо не вважати створені в 1990-і роки точні копії УТ-1.